# جان دی. هرتز
جان دی. هرتز (به انگلیسی: John D. Hertz) (زاده ۱۰ آوریل ۱۸۷۹ - درگذشته ۸ اکتبر ۱۹۶۱) کارآفرین، بازرگان، نیکوکار و مدیر اجرایی آمریکایی مجارستانی‌تبار بود، که در سال ۱۹۲۳ شرکت هرتز کورپوریشن را تأسیس نمود.